# Wikivrste
Wikivrste (angleško Wikispecies) je spletni projekt, zgrajen na sistemu wiki pod okriljem organizacije Wikimedia Foundation. Namen projekta je postaviti izčrpen, prosto dostopen katalog vseh živih bitij (živali, rastlin, gliv, bakterij, arhej in protistov). Urejali naj bi ga znanstveniki z izobrazbo iz biologije, vendar sistem od urednikov ne zahteva potrdil o izobrazbi. Tako Jimmy Wales pravi, da bodo morali prispevki skozi enak sistem recenzije kot prispevki na drugih projektih Fundacije Wikimedia.
Projekt se je začel avgusta 2004, k sodelovanju so bili povabljeni biologi z vsega sveta. Do aprila 2005 se je vzpostavilo ogrodje na osnovi Linnejevega sistema klasifikacije.
Maja 2007 je število člankov preseglo 100.000, ki vključujejo tudi povezave na članke o taksonih v Wikipedijah v posameznih jezikih. Vsi prispevki so prosto na voljo pod Dovoljenjem GNU za rabo proste dokumentacije.